# Hegyzávod
Hegyzávod (1899-ig Zavada, szlovákul: Závada) község Szlovákiában, az Eperjesi kerület Homonnai járásában.

## Fekvése
Sztropkótól 10 km-re kelet-délkeletre, Homonnától 28 km-re észak-északnyugatra fekszik.

## Nevének eredete
Neve a szláv zavada (= akadály) főnévből származik.

## Története
A falu a 15. század első felében feltehetően a német jog alapján keletkezett, amikor területére ruszin pásztorokat telepítettek. 1454-ben a sztropkói uradalom részeként említik először. Birtokosai a Sennyey, Horváth és Szűcs családok voltak. 1567-ben a sztropkói uradalom urbáriumában Hegyzávod ruszin pásztorfaluként szerepel egy soltész és három pásztor háztartással. 1634-ben a falu egy tűzvészben leégett. Bél Mátyás 1732-ben – a község leírásában – tíz ruszin családot említ. 1750-ben már pap is működött a faluban, melyet ekkor 91-en laktak. Az 1784 és 1787 között végzett népesség összeírásban Závodon 31 ház, 39 család és 217 lakos volt.
A 18. század végén Vályi András így ír róla: „ZAVADA. Orosz falu Zemplén Várm. földes Ura Jekelfalusy Uraság, lakosai ó hitüek, fekszik n. k. Sztropkóhoz 2, n. ny. Porubához 1, ész. Puczakhoz is 1 órányira; határja 3 nyomásbéli, igen kősziklás, hegyes, agyagos, tsupán tsak zabot terem, azt is fáradságos mívelés után.”
1843-ban 267 görögkatolikus lakost számláltak. 1863-ban kolerajárvány pusztított. 1900-ban 206 lakos élt a faluban. Lakói főként mezőgazdasággal, pásztorkodással és erdei munkákkal foglalkoztak.
Dr. Borovszky Samu Magyarország vármegyéi és városai 1905-ös kiadású enciklopédiája szerint: „Hegyzávod, azelőtt Zavada. Kisközség 32 házzal és 206 gör. kath. vallású ruthén lakossal. Postája Homonnaolyka, távírója és vasúti állomása Radvány. A sztropkói uradalomhoz tartozott s a Pethök voltak az urai, az újabb korban pedig a báró 'Sennyey, a Horváth s a Jekelfcdussy, majd pedig a Szűcs és a Ruzsicska családok bírták. Most Tarnovitzky Sándornénak van itt nagyobb birtoka. Az 1663-iki pestis ezt a helységet sem kerülte ki. Gör. kath. temploma 1698-ban épült.”
A görögkatolikus anyakönyveztetés az 1908-as és azelőtti Eperjesi Egyházmegyei Sematizmusok szerint, Oroszvágás (Orosz-Poruba) filiájaként történtek.
Az első világháborúban a környékbeli harcokban 70 osztrák-magyar és orosz katona esett el, sírjuk a temetőben található. 1920 előtt Zemplén vármegye Mezőlaborci járásához tartozott.
1944-ben a németek a partizánok támadása miatt felgyújtották a falut, melyben csak két gazdasági épület maradt épen.

## Népessége
| Év:            | 1994. | 2004.    | 2014.   | 2024.   |
| -------------- | ----- | -------- | ------- | ------- |
| Emberek száma: | 94    | 77       | 76      | 73      |
| Eltérés:       |       | -18,08 % | -1,29 % | -3,94 % |

| Év:            | 2023. | 2024.   |
| -------------- | ----- | ------- |
| Emberek száma: | 69    | 73      |
| Eltérés:       |       | +5,79 % |

1910-ben 234, túlnyomórészt ruszin lakosa volt.
2001-ben 84 lakosából 60 ruszin, 13 szlovák és 11 ukrán volt.
2011-ben 72 lakosából 62 ruszin, 6 ukrán és 2 szlovák.

## Nevezetességei
Mihály arkangyal tiszteletére szentelt görögkatolikus temploma.